# Love Me Not
Love Me Not (Hangul:사랑따윈필요없어) er en koreansk film fra 2006, instrueret af Lee Cheol-ha. Den er bl.a. med Kim Joo-hyuk og Moon Geun Young i hovedrollerne. 

## Handling
Julian har levet af de penge, han lokker fra sine rige kvindelige kunder. Men nu står han over for en gæld med ågerrenter fra en forhastet udvidelse af sin forretning, og han vil blive dræbt, medmindre han betaler gælden inden en måned. Den eneste måde at redde sig selv på, er at foregive at være den forsvundne bror af en rig arving og dræbe hende for at få hendes enorme formue. Min, den blinde arving, koldhjertet ligesom Julian, falder langsomt for ham, og også han falder for hende. Men Julian må betale sin kreditor, og hvad der gør det værre for ham er, at Min får et tilbagefald af den sygdom, der gjorde hende blind, og nu truer hendes liv. Historien tager en frygtelig drejning, da Julian bliver kendt skyldig, og ladet med skyldfølelse. De tårefremkaldende øjeblikke af det ironiske bedrag og uskyldige kærlighed vil få dit hjerte til at rotere. 

## Medvirkende
- Kim Joo-hyuk som Julian
- Moon Geun Young som Ryu Min